# كليف هوارد
كليف هوارد هو متسابق يخت كندي، ولد في 2 مارس 1923، وتوفي في 20 نوفمبر 2008.

## وصلات خارجية
- كليف هوارد على موقع أوليمبيديا (الإنجليزية)